# Marie Roze

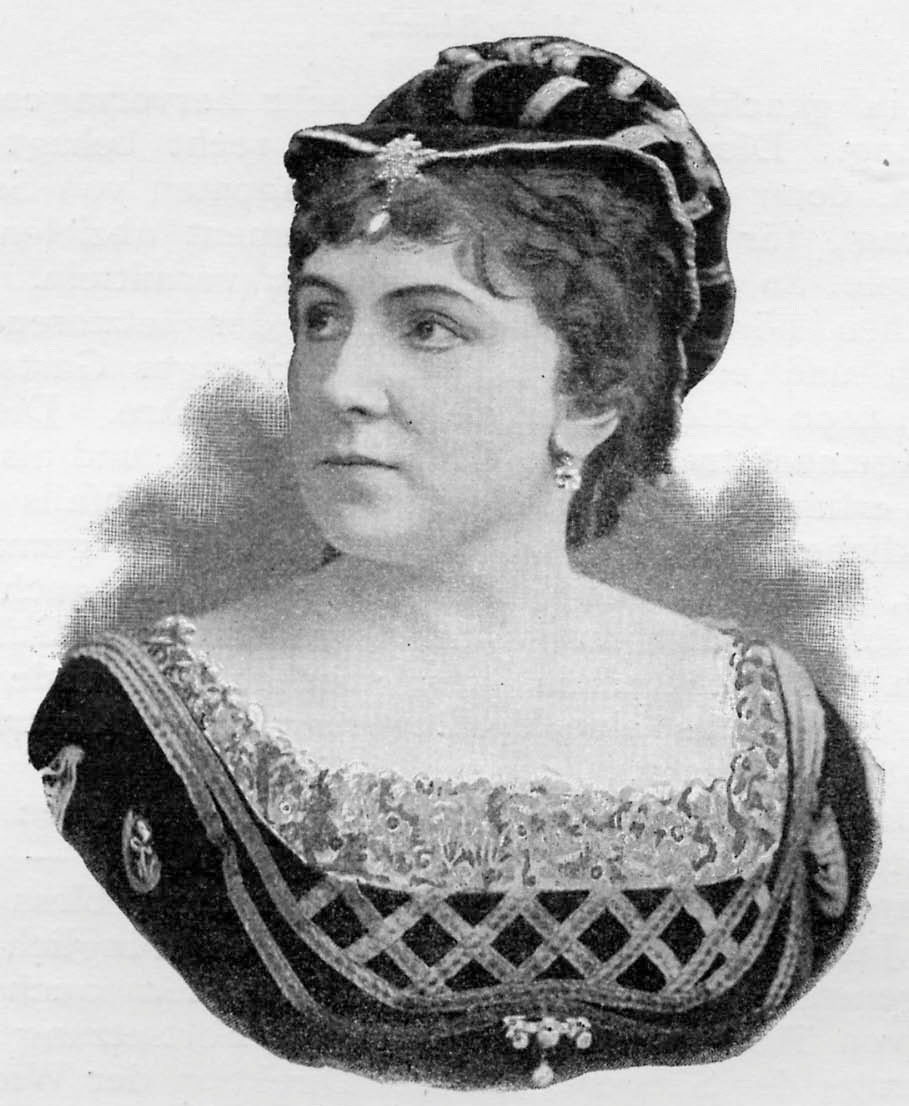
Marie Roze

Marie Roze (eigentlich: Hippolyte Ponsin; * 2. März 1846 in Paris; † 2. Juni 1926 ebenda) war eine französische Opernsängerin (Mezzosopran).

## Leben
Roze war am Conservatoire de Paris Schülerin von Toussaint-Eugène-Ernest Mocker und Daniel-François-Esprit Auber und nahm außerdem Unterricht bei Pierre-François Wartel. 1865 debütierte sie an der Pariser Opéra-Comique in Ferdinand Hérolds Oper Marie. 1868 wirkte sie im gleichen Hause an der Uraufführung der Oper Le premier jour de bonheur ihres Lehrers Auber, 1870 an der Uraufführung von Flotows L'Ombre mit. An der Pariser Oper sang sie 1870 die Marguerite in Charles Gounods Faust.
1872 gastierte Roze an Drury Lane Theatre in London, von 1873 bis 1881 trat sie regelmäßig am Her Majesty’s Theatre auf. Die Titelrolle in Georges Bizets Oper Carmen, die ihr übertragen worden war, gab sie 1875 drei Monate vor der Uraufführung an der Opéra-Comique zurück. 1877–1878 und 1881–1882 nahm sie an Tourneen von Carl Rosas Opernkompanie teil. 1885 sang sie mit Rosas Kompanie in Liverpool die Titelpartie in der englischen Uraufführung von Jules Massenets Manon.
Ab 1890 wirkte Roze in Paris als Gesangslehrerin. In der Berliner Kroll-Oper trat sie 1892 als Carmen auf. 1894 unternahm sie ihre Abschiedstournee. Roze war in erster Ehe mit dem US-amerikanischen Sänger Julius Edson Perkins, in zweiter Ehe mit einem Sohn des Impresarios James Henry Mapleson verheiratet. Ihr Sohn Raymond Rôze wurde als Komponist bekannt.